# Tomasz Piątek

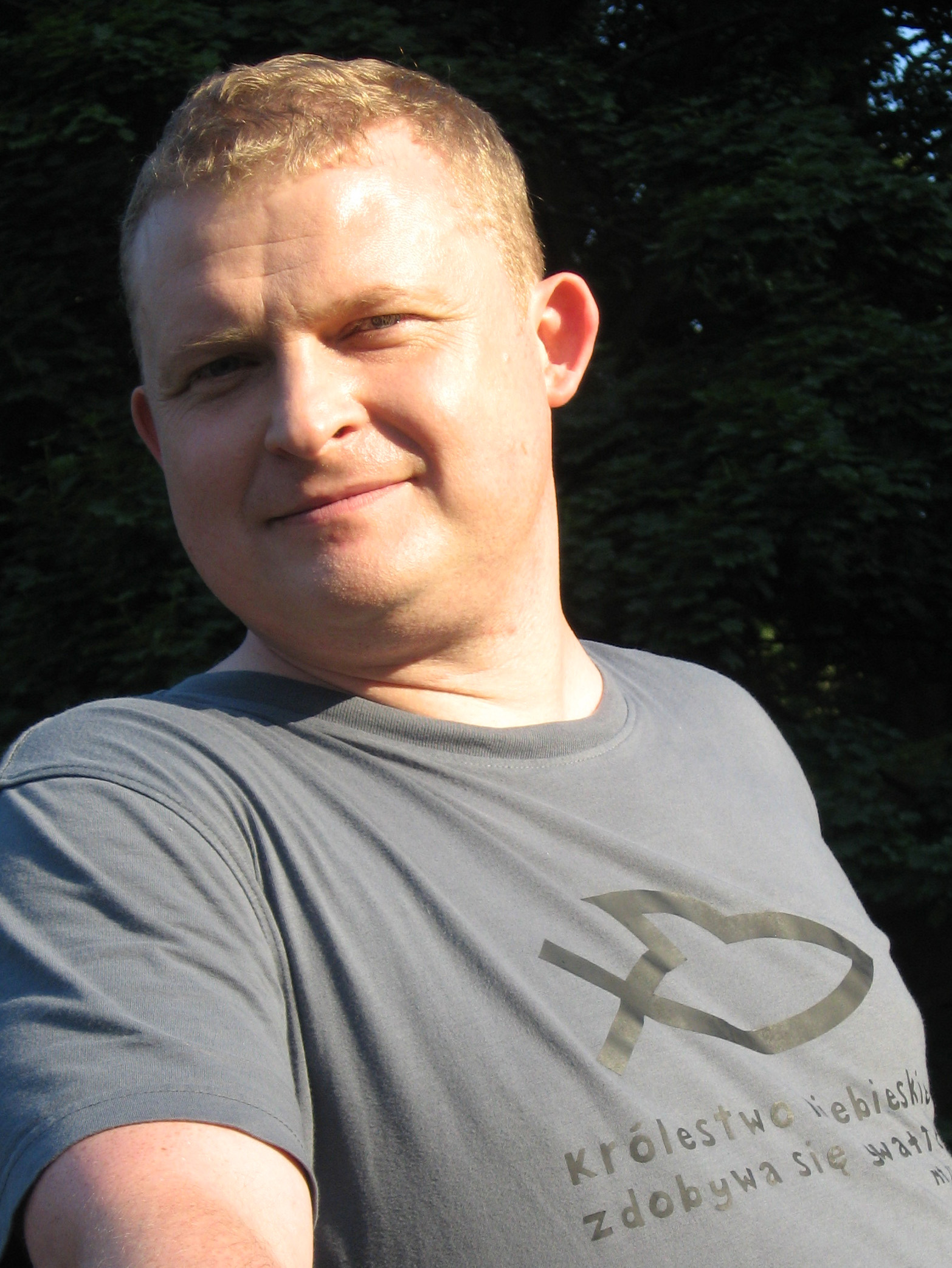
Tomasz Piątek (2008)

Tomasz Piątek (* 16. März 1974 in Pruszków) ist ein polnischer Prosaschriftsteller und Investigativ-Journalist.

## Leben
Piatęk besuchte das Gymnasium in Warschau und legte dort 1993 das Abitur ab. Bereits als Schüler moderierte er die Fernsehsendung Drops. Nach dem Abitur studierte er Linguistik an der Universität Mailand, wo er 1998 den Magister erwarb. Daneben arbeitete er unter anderem als Übersetzer vor Gericht und im Gefängnis, als Regieassistent beim Sender RAI, publizierte in den Zeitungen La Stampa und L’Independente und war von 1996 bis 1997 Korrespondent für Polityka und den Radiosender RMF FM. In dieser Zeit verstärkte sich sein Alkoholismus und seine Heroinabhängigkeit. Darüber zerbrach seine Ehe. Er machte mehrere Entzugstherapien. Diese Erfahrungen thematisierte Piątek in seinen späteren Romanen. Er kehrte nach Warschau zurück und arbeitete mit mehreren Radiosendern und dem Fernsehsender Canal Plus zusammen. Von 1999 bis 2010 arbeitete er als Werbetexter für unterschiedliche Werbeagenturen. Daneben publizierte er Artikel und Feuilletons in Zeitungen wie Gazeta Wyborcza, Nowa Fantastyka, Film, Dekada Literacka, Polityka und Lampa. 2003 begann er sich für die Entwicklung des Fernsehsenders Kino Polska einzusetzen und wurde dessen literarischer Leiter. Er wohnt in Warschau.

## Publikationen
- Heroina, 2002
- Kilka nocy poza domem, 2002
- Żmije i krety, 2003
- Bagno, 2004
- Przypadek Justyny, 2004
- Szczury i rekiny, 2004
- Elfy i ludzie, 2004
- Dobry pan, 2005
- Nionio, 2005
- Błogosławiony wiek, 2006
- Pałac Ostrogskich, 2008
- Morderstwo w La Scali, 2009
- Wąż w kaplicy, 2010
- Antypapież, 2011
- Podręcznik dla klasy pierwszej, 2011
- Miasto Ł, 2012
- Magdalena, 2014
- Kartoflada, 2016
- Macierewicz i jego tajemnice, 2017

## Nominierungen und Auszeichnungen
- 2009: Finalist des Nike-Literaturpreises mit Pałac Ostrogskich
- 2010: Finalist des Wielki Kaliber mit Morderstwo w La Scali
- 2011: Nominierung für den Paszport Polityki in der Kategorie Literatur mit Wąż w kaplicy
- 2018: Preis für die Freiheit und Zukunft der Medien für Macierewicz i jego tajemnice